# Yusuf Namoğlu
Yusuf Namoğlu (1947. február 8. –) török nemzetközi labdarúgó-játékvezető, politikus, parlamenti képviselő.

## Pályafutása

### Nemzeti játékvezetés
A játékvezetői vizsgát 1971-ben szerezte meg. Pályafutása során hazája legfelső szintű labdarúgó-bajnokságának játékvezetője lett. Az aktív nemzeti játékvezetéstől 1992-ben vonult vissza.

### Nemzetközi játékvezetés
A Török labdarúgó-szövetség Játékvezető Bizottsága (JB) 1983-ban terjesztette fel nemzetközi játékvezetőnek, a Nemzetközi Labdarúgó-szövetség (FIFA) bíróinak keretébe. Több nemzetek közötti válogatott és klubmérkőzést vezetett. A török nemzetközi játékvezetők rangsorában, a világbajnokság-Európa-bajnokság sorrendjében többedmagával a 6. helyet foglalja el 4 találkozó szolgálatával. Az aktív nemzetközi játékvezetéstől 1992-ben a FIFA 45 éves korhatárát elérve búcsúzott.

#### Világbajnokság
A világbajnoki döntőhöz vezető úton Mexikóba a XIII., az 1986-os labdarúgó-világbajnokságra a FIFA JB bíróként alkalmazta.

##### 1986-os labdarúgó-világbajnokság
| Időpont            | Helyszín                  | Mérkőzés típusa           | Mérkőzés         | Eredmény | Nézők száma |
| ------------------ | ------------------------- | ------------------------- | ---------------- | -------- | ----------- |
| 1985. november 17. | Nemzeti Stadion, Ta’ Qali | előselejtező (2. csoport) | Málta–Svédország | 1 : 2    | 6 849       |

##### 1990-es labdarúgó-világbajnokság
| Időpont           | Helyszín                    | Mérkőzés típusa           | Mérkőzés             | Eredmény | Nézők száma |
| ----------------- | --------------------------- | ------------------------- | -------------------- | -------- | ----------- |
| 1988. november 5. | Qemal Stafa Stadion, Tirana | előselejtező (2. csoport) | Albánia–Svédország   | 1 : 2    | 20 000      |
| 1989. október 11. | Koševo Stadion, Szarajevó   | előselejtező (5. csoport) | Jugoszlávia–Norvégia | 1 : 0    | 32 000      |

#### Európa-bajnokság
Az európai-labdarúgó torna döntőjéhez vezető úton Svédországba a IX., az 1992-es labdarúgó-Európa-bajnokságra az UEFA JB játékvezetőként foglalkoztatta.
| Időpont           | Helyszín                      | Mérkőzés típusa           | Mérkőzés                   | Eredmény | Nézők száma |
| ----------------- | ----------------------------- | ------------------------- | -------------------------- | -------- | ----------- |
| 1991. március 27. | Crvna zvezda stadion, Belgrád | előselejtező (4. csoport) | Jugoszlávia–Észak-Írország | 4 : 1    | 5 086       |

#### Ázsia Kupa
1988-ban Katar adott otthont, az Ázsia-kupa labdarúgó tornának, ahol az AFC JB bírói szolgálatra alkalmazta.
| Időpont            | Helyszín              | Mérkőzés típusa        | Mérkőzés      | Eredmény |
| ------------------ | --------------------- | ---------------------- | ------------- | -------- |
| 1988. december 8.  | al-Ahli Stadion, Doha | selejtező (B. csoport) | Szíria–Kuvait | 1 : 0    |
| 1988. december 12. | al-Ahli Stadion, Doha | selejtező (B. csoport) | Japán–Katar   | 0 : 3    |

#### Nemzetközi kupamérkőzés
| Időpont          | Helyszín                         | Mérkőzés típusa       | Mérkőzés                     | Eredmény |
| ---------------- | -------------------------------- | --------------------- | ---------------------------- | -------- |
| 1991. október 2. | Albert Flórián Stadion, Budapest | előselejtező (1. kör) | Ferencvárosi TC–Levski Sofia | 4 : 1    |